# Segnalamento ferroviario della metropolitana di Milano

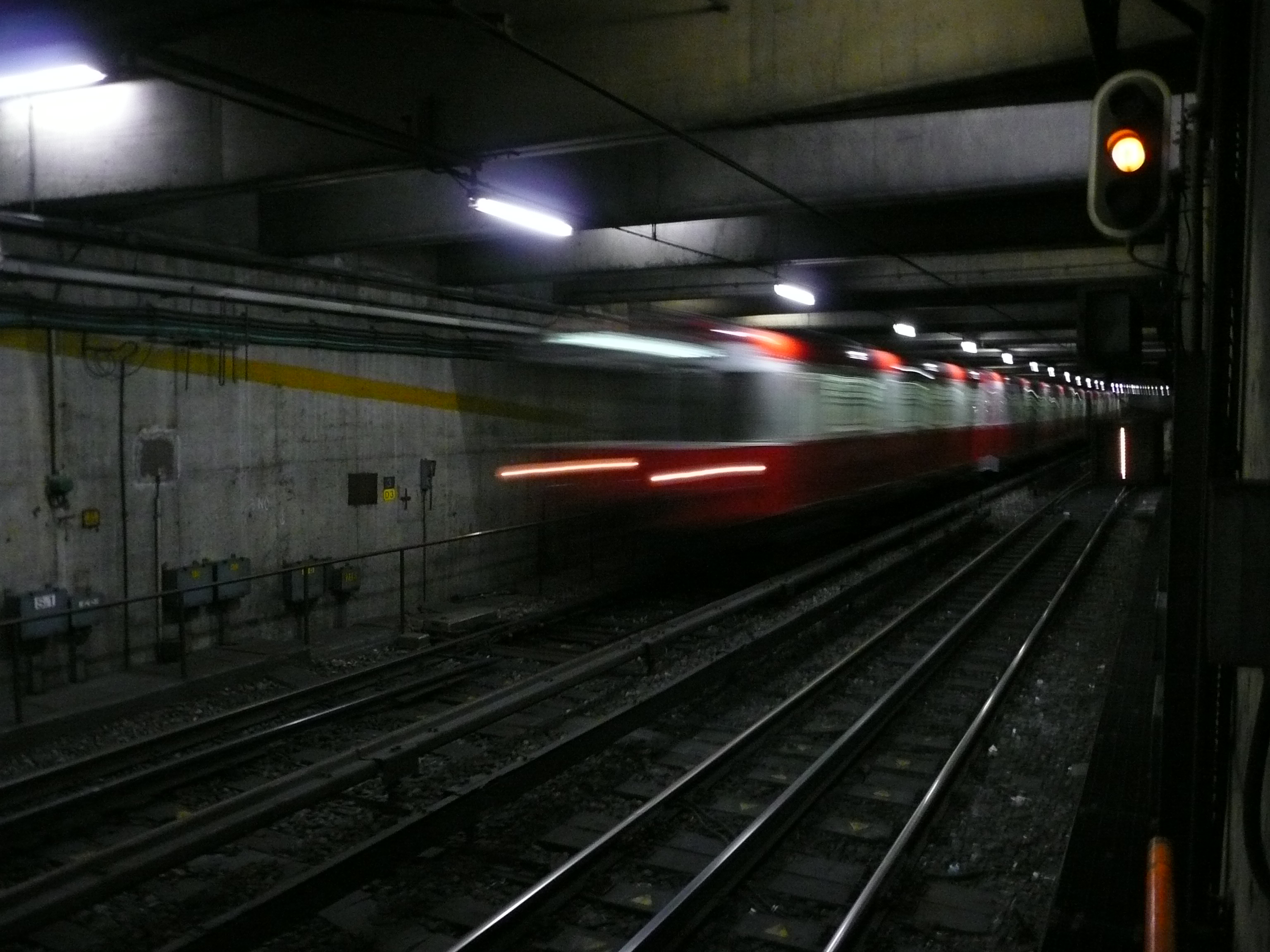
Segnale di tipo classico ad aspetto giallo, vicino ad un treno della linea M1 in transito

Il segnalamento ferroviario della metropolitana di Milano, utilizzato per garantire una condotta sicura dei treni, è differente sulle cinque linee in servizio. Dal 2013 le attività delle linee 1, 2 e 3 sono gestite da un'unica sala operativa sviluppata da Alstom.

## Segnalamento tradizionale

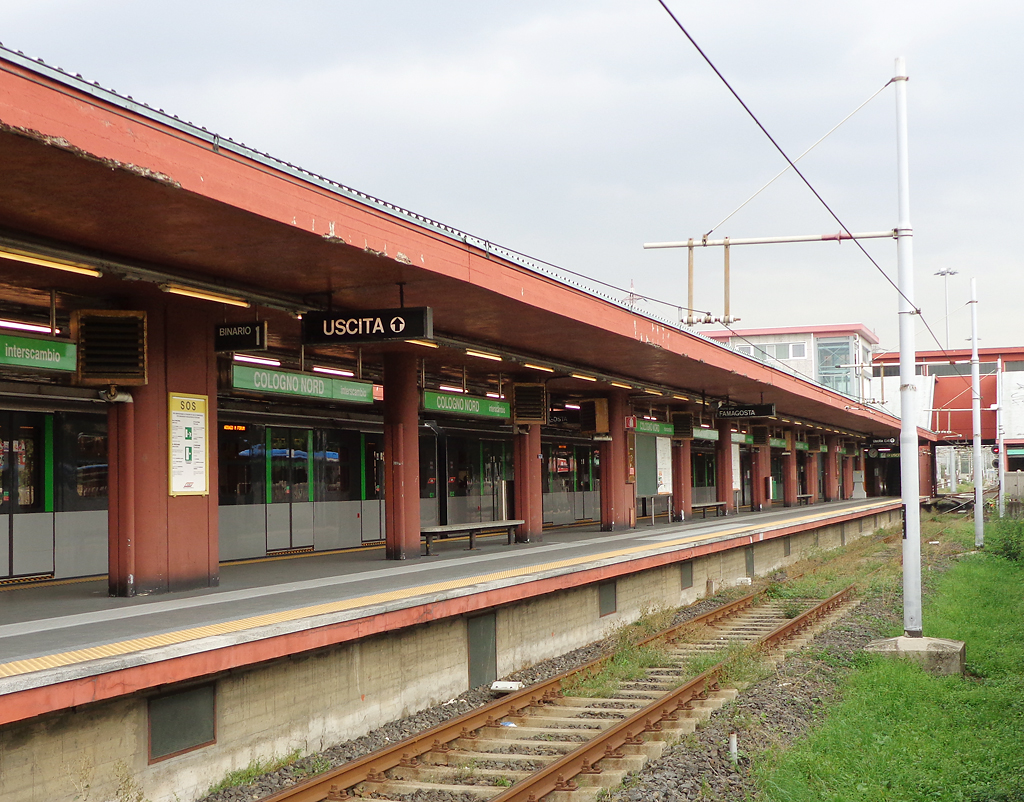
Stazione di Cologno Nord della linea M2 con segnale d'aspetto ferroviario disposto a via impedita

Le linee 1 e 2 hanno condiviso il seguente sistema di segnalamento di protezione e di velocità dalla loro inaugurazione fino al 2011, quando la linea 1 è passata al segnalamento a blocco mobile; il sistema tradizionale è utilizzato, da allora, solo sulla linea 2. Ogni segnale protegge una sezione di blocco, una stazione o un punto di partenza.
Dato che il senso di circolazione sulle due linee è a destra, i segnali sul lato destro sono a vela tonda, quelli a sinistra a vela quadra. Nelle tratte in superficie della linea 2 sono usati segnali comparabili a quelli delle ferrovie italiane per aspetto.
Per notificare al macchinista la velocità massima da mantenere o per avvertirlo della variazione della stessa senza superare i segnali, in ogni sezione di blocco viene trasmesso un segnale codificato, costituito da una corrente alternata a 75 Hz interrotta 120, 180 oppure 270 volte al minuto (il numero di interruzioni è direttamente dipendente dalla velocità massima permessa), in maniera analoga al blocco elettrico automatico a correnti codificate con ripetizione continua dei segnali in cabina di guida presente sulla rete ferroviaria nazionale. Non sono codificati i circuiti dei binari dei depositi e di determinati binari laterali; in assenza di codice la velocità massima da mantenere è di 15 km/h.
| Immagine | Colori                                                                   | Stato                                           | Limite di velocità                               | Codice della sezione a valle del segnale |
| -------- | ------------------------------------------------------------------------ | ----------------------------------------------- | ------------------------------------------------ | ---------------------------------------- |
|          | Rosso                                                                    | Via impedita imperativa                         | 0 km/h                                           | Assenza di codice                        |
|          | Rosso con "P" (su cartello o tramite indicatore luminoso bianco o viola) | Via impedita permissiva                         | Consentita la marcia a vista a 15 km/h           | Assenza di codice                        |
|          | Rosso-giallo                                                             | Via libera a velocità massima ridotta al minimo | 30 km/h (M1, anche M2 fino al 2020) 25 km/h (M2) | 120                                      |
|          | Giallo                                                                   | Via libera a velocità massima intermedia        | 50 km/h (M1, anche M2 fino al 2020) 45 km/h (M2) | 180                                      |
|          | Verde                                                                    | Via libera alla massima velocità consentita     | 85 km/h (M1, anche M2 fino al 2005) 70 km/h (M2) | 270                                      |

Esistono anche dei segnali di manovra, utilizzati nelle situazioni in cui i convogli devono effettuare manovre. Tali segnali sono solamente a due luci e posti in basso. Durante le manovre il codice del limite di velocità normalmente ricevuto è il 120 (25 km/h), per poi passare all'assenza di codice in prossimità del seguente segnale a via impedita.
| Immagine | Colori       | Stato                         |
| -------- | ------------ | ----------------------------- |
|          | Rosso        | Manovra impedita              |
|          | Rosso-giallo | Manovra permessa con prudenza |

## Segnalamento su linee semiautomatiche

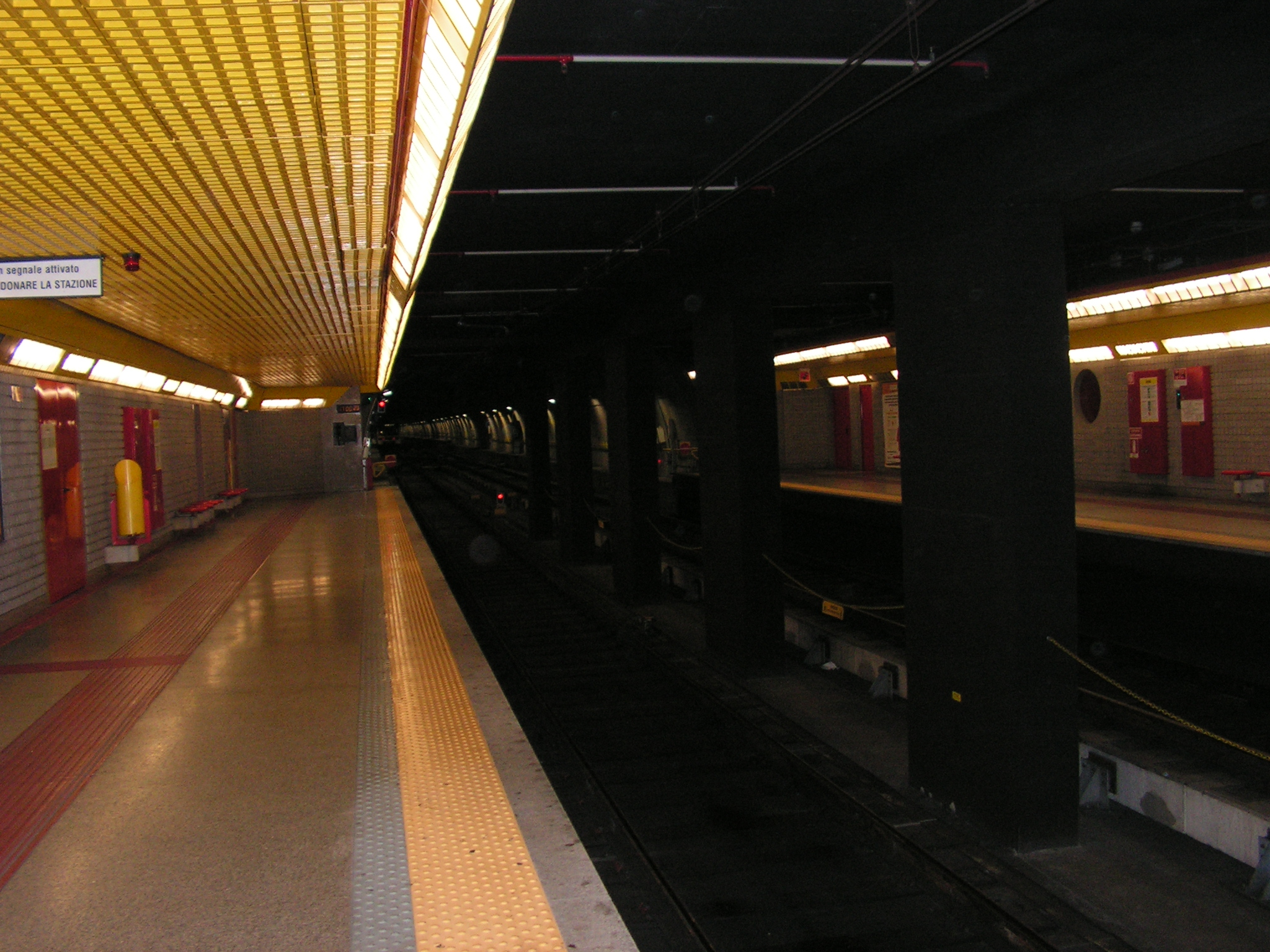
Segnale nella stazione Maciachini della linea M3 disposto a via impedita

Dal 2011 sulla sola linea rossa è stato attivato, in sostituzione del sistema originario, un più moderno sistema di segnalamento a blocco mobile e con ATC/ATP fornito da Alstom che consente, nelle ore di punta, di arrivare ad una frequenza tra un treno e l'altro di 90 secondi. Si prevede di applicare tale sistema anche alla linea verde. Esso adopera sezioni di blocco mobili e ATC e utilizza segnali semaforici a due luci e due colori, rosso e bianco, che indicano lo stato della sezione tra una stazione e l'altra. L'indicazione della velocità non viene più fornita dal segnale elettrico in codice ma calcolata in base alle condizioni reali di marcia e inviata in tempo reale, via radio, ai treni. In caso di guasto o di necessità viene permessa la circolazione interstazionale, ove è necessario che tutta la sezione tra le due stazioni da percorrere sia libera, permettendo un servizio a frequenza di circa 3 o 4 minuti.
Un sistema di guida simile, ma a blocco fisso invece che a blocco mobile, prodotto da Siemens, è adoperato dalla linea M3, fin dalla sua apertura, e richiede, come in M1, la presenza del personale di bordo solo per l'apertura e la chiusura delle porte e per il consenso alla partenza, essendo dotato di ATP e ATO che garantiscono automaticamente che le indicazioni fornite via terra su distanziamento e velocità vengano rispettate. I macchinisti pertanto intervengono manualmente solo in caso di situazioni non ordinarie e non prevedibili (ad esempio la presenza di oggetti o persone estranei sulla linea) o in caso di guasti al sistema o ai convogli.

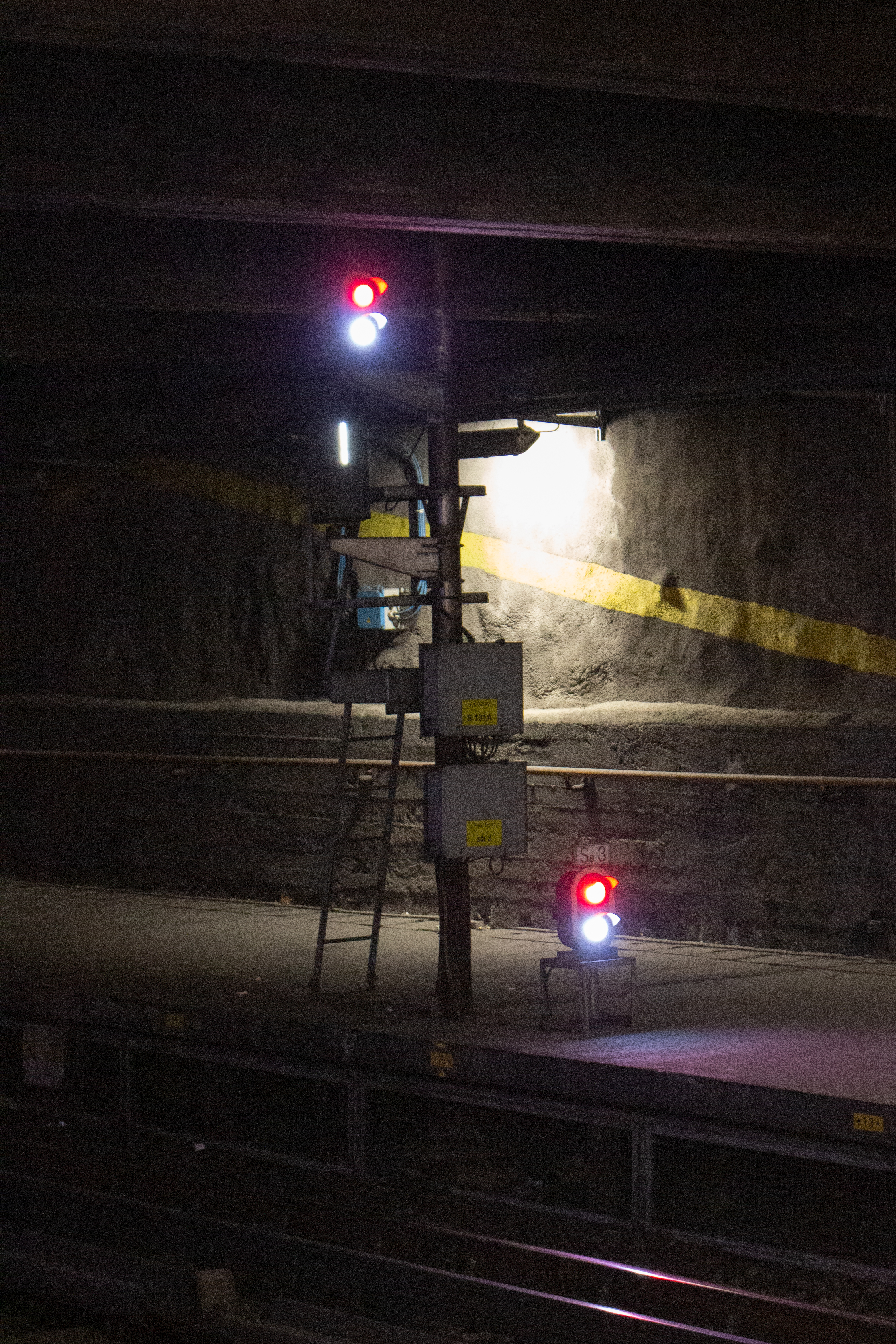
Segnale di via libera condizionata, con coincidente segnale basso, nella stazione di Pasteur della linea M1 per i treni in direzione Sesto FS.

Sulla linea M3 il sistema ATP prevede una duplice funzione: "ATP continuo" che è normalmente utilizzato per la marcia dei treni, riceve informazioni sullo stato della linea in modo continuo. "ATP discontinuo" o in gergo ZUB, viene utilizzato per la sola prima corsa dei due treni che partono dai rispettivi capilinea oppure in caso di degrado del sistema continuo. Il sistema ZUB crea una marcia interstazionale e riceve informazioni in modo discontinuo, ovvero solo dalla presenza delle spire poste prima dei segnali di partenza nelle stazioni e posti di servizio. 
| Immagine | Colore       | Significato                                                           |
| -------- | ------------ | --------------------------------------------------------------------- |
|          | Rosso        | Via impedita imperativa                                               |
|          | Rosso-bianco | Via libera condizionata (linea M1) Via libera (linea M3)              |
|          | Bianco       | Via libera con marcia interstazionale, utilizzato solo sulla linea M1 |

## Sistema automatico
Le linee 4 e 5 utilizzano un sistema driverless sviluppato da Ansaldo, che non prevede la presenza di alcun tipo di operatore a bordo e non usa convenzionali segnali luminosi ma funziona a livello digitalizzato anche nell'eventualità di condotta a mano. Tale sistema permette, in linea teorica, una frequenza di un treno ogni 75 secondi, tuttavia in pratica la frequenza minima che si è raggiunta è di 90 secondi, in occasioni di manifestazioni con grande affluenza allo stadio di San Siro.